# Antonio Baldelli
Antonio Baldelli (Ancona, 24 giugno 1971) è un politico italiano, deputato di Fratelli d'Italia per la XIX legislatura.

## Biografia
È nato ad Ancona nel 1971. Dopo la maturità scientifica si è laureato in giurisprudenza presso l’Università degli Studi di Urbino "Carlo Bo", titolare di master universitario per la formazione manageriale di dirigenti di struttura sanitaria, svolge la professione di avvocato. 

## Attività politica
Inizia la sua carriera politica in Alleanza Nazionale quale responsabile regionale delle Marche per le questioni etico-religiose e per l’entroterra. Alle elezioni provinciali del 2004 è eletto consigliere della provincia di Pesaro-Urbino nel collegio di Pergola, dove ottiene il 12,96%. Viene riconfermato cinque anni dopo con il 37,20% in rappresentanza del Popolo delle Libertà. Nello stesso anno è eletto anche consigliere comunale a Pergola.
Nel 2009 segue la confluenza di AN nel PdL, nelle cui liste si candida a consigliere regionale delle Marche per la provincia di Pesaro-Urbino alle elezioni del 2010, ma non è eletto nonostante le 2.420 preferenze. Con la dissoluzione del PdL nel 2013 aderisce a Forza Italia, ma l'anno successivo, al termine del mandato in consiglio provinciale per il Pdl, decide di lasciare temporaneamente la politica di partito. Viene comunque rieletto consigliere comunale a Pergola per una lista civica di centrodestra nel 2014, in seguito viene contattato da Giorgia Meloni per aderire a Fratelli d’Italia. Alle elezioni regionali del 2015 è il candidato di centrodestra più votato delle Marche con 4.850 preferenze (il 4º in assoluto a livello regionale), ma non è eletto a causa dei particolari meccanismi della legge elettorale.
Alle elezioni politiche del 2018 è candidato alla Camera dei Deputati per Fratelli d'Italia da capolista nel collegio plurinominale Marche - 02, ma non è eletto. L'anno successivo si candida a sindaco di Pergola per una lista civica di centrodestra, ma è sconfitto di misura (26 voti) da una coalizione di centrosinistra .
Alle elezioni politiche del 2022 viene eletto deputato nel collegio plurinominale Marche - 01, dove era stato inserito in seconda posizione nella lista di FDI. Baldelli fa parte della IX Commissione Trasporti, Poste e Telecomunicazioni della Camera dei Deputati, della Giunta per il Regolamento, del Comitato per la Legislazione, della Commissione bicamerale per le questioni regionali. 
Alle elezioni comunali del 2024 è stato rieletto e ricopre la carica di vice Sindaco della Città di Pergola e assessore al Turismo, Accoglienza, Relazioni Istituzionali, Immagine e valorizzazione delle eccellenze, Tartufo Bianco Pregiato, Sicurezza, Opere Strategiche.